# 42 Isis
A 42 Isis a Naprendszer kisbolygóövében található aszteroida. Norman Robert Pogson fedezte fel 1856. május 23-án.